# Albert D. Grauer
Pour les articles homonymes, voir Grauer.
Albert D. Grauer, né en 1942, est un astronome et professeur d'Université américain.

## Biographie
Grauer a obtenu un doctorat en 1971 à l'Université d'État de Caroline du Nord, il a ensuite été professeur à l'Université de l'Arkansas à Little Rock. Il a également travaillé à l'Université de l'Arizona et à l'institut scientifique qui exploite le télescope spatial Hubble. Il a publié des ouvrages dans différents domaines de recherche comme l'observation dans l'infrarouge des galaxies proches, l'étude des étoiles binaires au centre de nébuleuses planétaires, les étoiles binaires à éclipse, les étoiles variables cataclysmiques et les naines blanches à pulsation, il s'est occupé par ailleurs de l'instrumentation astronomique et des télescopes robotisés. Plus récemment il a commencé à s'intéresser aux astéroïdes géocroiseurs.
Grauer a pris sa retraite de professeur d'Université en décembre 2006, tout en restant professeur émérite au Département de physique et d'astronomie de l'Université de l'Arkansas à Little Rock, il était toujours actif dans les années 2010 comme astronome travaillant au sein de l'équipe du Catalina Sky Survey. Grauer est membre de l'Union astronomique internationale et participe aux travaux de la Commission 25 de la Section IX de l'UAI, il est également membre de l'Union américaine d'astronomie.
L'astéroïde (18871) Grauer est nommé d'après lui.

## Découvertes
Grauer a :
- co-découvert avec Howard E. Bond la première étoile à pulsation au centre d'une nébuleuse planétaire (en fait la nébuleuse Kohoutek 1-16).
- découvert les astéroïdes nommés (172947) Baeyens, (189264) Gerardjeong, (207319) Eugenemar, (207321) Crawshaw.
- découvert la comète C/2009 U5 (Grauer) et co-découvert les comètes C/2009 UG89 (Lemmon) et P/2010 TO20 (LINEAR-Grauer).